# Callyspongia strongylophora
Callyspongia strongylophora är en svampdjursart som beskrevs av Hartman 1955. Callyspongia strongylophora ingår i släktet Callyspongia och familjen Callyspongiidae.
Artens utbredningsområde är Yucatán (Mexiko). Inga underarter finns listade i Catalogue of Life.